# Proteína reguladora de tfpi dependente de andrógeno
A proteína reguladora de TFPI dependente de andrógeno é uma proteína em humanos que é codificada pelo gene ADTRP.